# Muhamadi Haji Mahmoud
Muhamad Haji Mahmud, född 1955 i Golaxan i regionen Shahrizor i Irakiska Kurdistan, är en kurdisk och irakisk politiker för KDSP (Kurdistans socialdemokratiska parti). Han har varit peshmerge, kurdisk soldat, i många år och kämpat för ett självständigt Kurdistan. Han och hans parti har kontroll över regionen Shahrizor och i den regionen ingår även Halabja.
Den senaste tiden[när?] har Haji Mahmud varit utomlands på olika möten som rör den politiska situationen och kurdfrågan. Han har varit i Frankrike, Italien, Tyskland och även Sverige. Där har det anordnats möten med socialdemokraterna i dessa länder. 
Haji Mahmud är minister i den irakiska regeringen och en av de 42 medlemmarna i regeringen. Han är partiledare för Kurdistans socialdemokratiska parti (KSDP) sedan 1976. Han har även varit peshmergesoldat tillsammans med Jebbar Ferman som nyligen[när?] dog.